# Quinidina
La quinidina es un medicamento que actúa a nivel del corazón como agente antiarrítmico clase I y, químicamente, es un estereoisómero de la quinina, un derivado original de la corteza disecada de tallos y raíces de la quina (Cinchona calisaya, familia Rubiaceae). Se indica en el tratamiento de la frecuencia cardíaca anormal y otros trastornos del ritmo cardíaco, haciendo que el corazón sea más resistente a la actividad eléctrica anormal.

## Indicaciones
La quinidina se usa para el mantenimiento de un ritmo sinusal normal en pacientes con aleteo o fibrilación auricular. Ocasionalmente se ha usado para el tratamiento de la taquicardia ventricular, pero debido a sus efectos adversos extracardíacos, se ha restringido su uso considerablemente. En evaluaciones clínicas, la quinidina mantiene el ritmo sinusal pero está asociado a un aumento en la tasa bruta de mortalidad.

## Mecanismo de acción
Los agentes antiarrítmicos tipo I bloquean los canales de sodio rápidos, los cuales permiten la veloz entrada de sodio al interior de la célula. Los efectos de la quinidina sobre la corriente de sodio recibe el nombre de bloqueo uso dependiente, es decir, que mientras mayor sea la frecuencia cardíaca, el bloqueo de los canales aumenta, mientras que a frecuencias cardíacas más lentas, el bloqueo es menor. El efecto de bloquear los canales rápidos de sodio y la corriente de este catión causa que la fase 0 o ascendente de la despolarización del músculo cardíaco se vea disminuida, o en otras palabras, la velocidad máxima Vmax.
La quinidina es relativamente inespecífica pues también bloquea la corriente de otros canales como el canal de sodio sensible a tetrodotoxina y lentamente inactivante, la corriente de calcio lenta hacia el interior celular (ICa), la corriente rápida (IKr) y lenta (IKs) del canal rectificador de potasio, el canal de potasio sensible al ATP, entre otros. El efecto cumulativo de la quinidina sobre los canales iónicos es la de prolongar el potencial de acción cardíaco, permitiendo una prolongación del intervalo QT del electrocardiograma.
La terapia intravenosa de quinidina se indica en el tratamiento de infecciones por P. falciparum.

## Farmacocinética
La quinidina tiene una biodisponibilidad cercana al 80% después de su administración oral. En el plasma sanguíneo se une con la albúmina una glucoproteína ácida. La vida media de la quinidina oral es de 6-8 horas y se elimina por el citocromo P450 del hígado. Cerca de un 20% se excreta sin cambios por los riñones. El metabolito principal, llamado 3-hidroxiquinidina, tiene la mitad de la actividad de la quinidina.

## Efectos secundarios
La quinidina es un inhibidor de la enzima CYP2D6 del hígado, por lo que puede causar un aumento en los niveles sanguíneos de la lidocaína, beta bloqueadores, opioides y algunos antidepresivos. La quinidina puede también inhibir la glucoproteína P del hígado, por lo que puede causar que ciertos fármacos de acciones periféricas como la loperamida tengan efectos sobre el sistema nervioso central, tales como depresión de los centros respiratorios con la administración conjunta de ambos medicamentos.
Los efectos gastrointestinales de la quinidina incluyen diarrea, náusea y vómitos observados en un tercio a la mitad de los pacientes. La intoxicación con quinidina puede producir síntomas como tinnitus y cinconismo, caracterizado por dolores de cabeza, sordera y síntomas de congestión cerebral. La trombocitopenia mediada por quinidina es inducida por el sistema inmune y puede conllevar a una púrpura trombocítica. Fiebre y hepatitis han sido reportados en raros casos.